# Kairouan Nord
Kairouan Nord est une délégation tunisienne dépendant du gouvernorat de Kairouan.
En 2004, elle compte 83 794 habitants dont 41 515 hommes et 42 279 femmes répartis dans 18 600 ménages et 21 092 logements.